# Plethus acutus
Plethus acutus är en nattsländeart som beskrevs av Georg Ulmer 1951. Plethus acutus ingår i släktet Plethus och familjen smånattsländor. Inga underarter finns listade i Catalogue of Life.